# Rocinela wetzeri
Rocinela wetzeri är en kräftdjursart som beskrevs av Brusca och France 1992. Rocinela wetzeri ingår i släktet Rocinela och familjen Aegidae. Inga underarter finns listade i Catalogue of Life.